# تمرد الرم

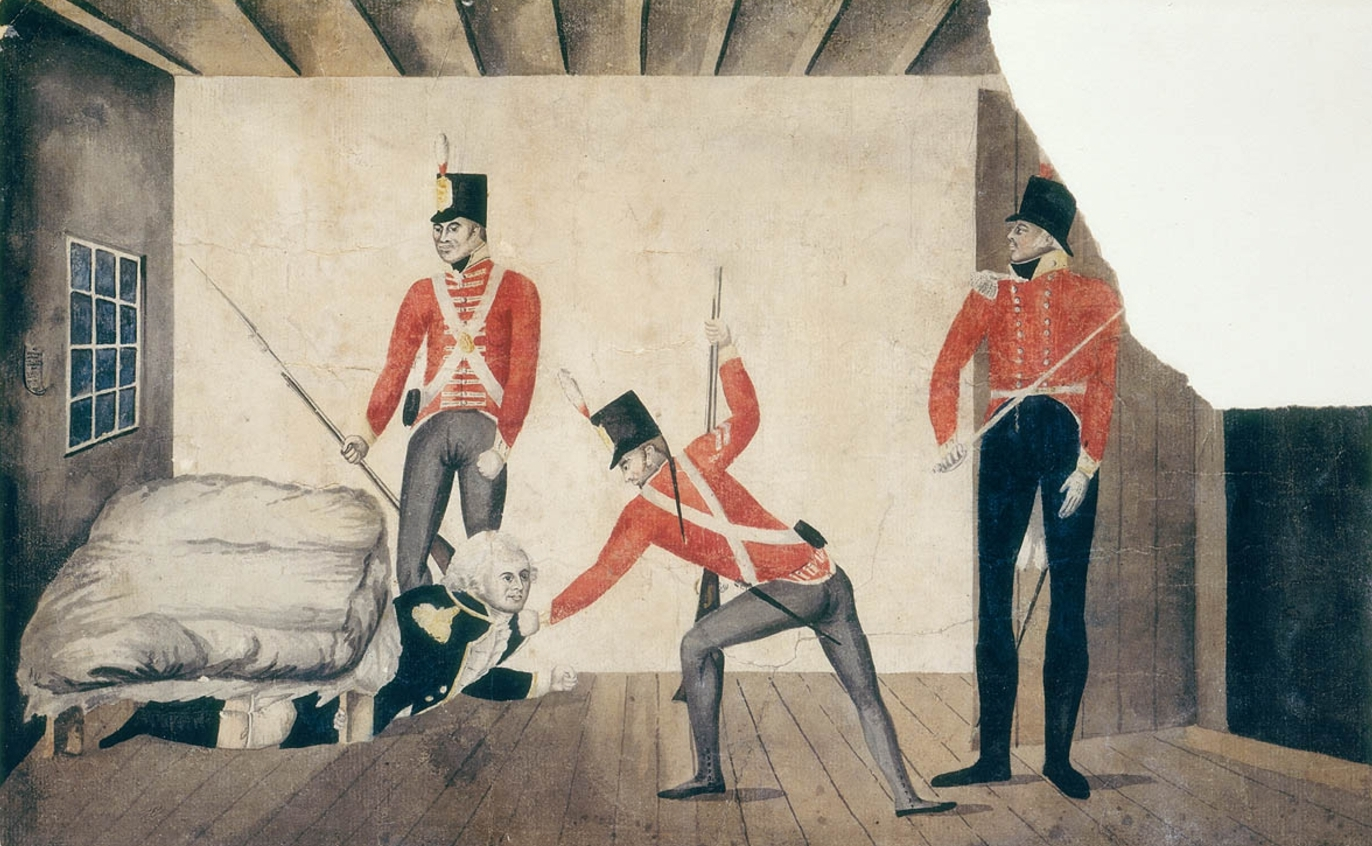
رسم كاريكاتوري دعائي، رُسم بعد ساعات من اعتقال الحاكم ويليام بلاي يصوره على أنه جبان.

كان تمرد الرم في عام 1808 انقلابًا في ما كان آنذاك مستعمرة نيوساوث ويلز العقابية البريطانية، نظمته كتائب نيوساوث ويلز لخلع الحاكم ويليام بلاي. هو الانقلاب العسكري الأول والوحيد في أستراليا، وسُمي تيمنًا بتجارة الرم المبكرة المحظورة في سيدني، والتي احتكرتها كتائب الرَم، كما صارت معروفة. خلال النصف الأول من القرن التاسع عشر، صار يُشار إليها على نطاق واسع في أستراليا باسم التمرد الكبير.
كان بلاي، وهو ضابط بحرية ملكية سابق اشتُهر بهزيمته في التمرد على سفينة باونتي، قد عُين حاكمًا في عام 1805 لِلَجم سلطة الكتائب. في غضون عامين، دفعت التوترات المتصاعدة بين بلاي ونخبة الجيش، بالإضافة إلى مواطنين بارزين مثل جون مكارثر، الرائد جورج جونستون إلى تنظيم استيلاء مسلح. في 26 يناير 1808، زحف 400 جندي إلى بيت الحكومة واعتقلوا بلاي. أُبقي معتقلًا في سيدني، ثم على متن سفينة قبالة هوبارت، جزيرة فان ديمنز لاند، للعامين التاليين بينما شغل جونستون منصب نائب حاكم نيوساوث ويلز. بقي الجيش في سدة الحكم حتى وصول اللواء لاكلان ماكواري من بريطانيا في عام 1810، والذي صار حاكم المستعمرة الجديد.

## تعيين بلاي حاكمًا
خلف ويليام بلاي فيليب غيدلي كينغ ليصير الحاكم الرابع لنيوساوث ويلز في عام 1805، بعد أن عرض عليه السير جوزيف بانكس المنصب. كان ضابطًا بحريًا ذاع صيته لهزيمته في التمرد على سفينة باونتي. من المرجح أن الحكومة البريطانية قد اختارته عمدًا لمنصب الحاكم جراء سمعته في كونه «رجلًا قاسيًا»، وكان مُتوقعًا أن يكون لديه فرصة جيدة في كبح جماح كتائب نيوساوث ويلز الإنفصالية، وهو شيء لم يقدر سابقوه على فعله. غادر بلاي إلى سيدني مع ابنته، ماري بوتلاند، وزوجها في حين ظلت زوجة بلاي في إنجلترا.
حتى قبل وصوله، أدى أسلوب بلاي في الحكم إلى مشاكل مع أتباعه. سلمت الأميرالية قيادة سفينة المؤن إتش إم إس بوربويز والرتل للقبطان ذي الرتبة الأدنى جوزيف شورت وتولى بلاي قيادة سفينة نقل. قاد هذا إلى شجارات أسفرت في نهاية المطاف عن إطلاق القبطان شورت النار عبر قوس بلاي محاولًا إجباره على الانصياع لإشاراته. عندما فشل هذا، حاول شورت إعطاء أمر للملازم بوتلاند، صهر بلاي، بالتجهز لإطلاق النار على سفينة بلاي. صعد بلاي على متن ذا بوربويز وتولى قيادة الرتل.
عندما وصلوا إلى سيدني، جرد بلاي، مدعومًا بشهادة اثنين من ضباط شورت، شورت من قيادة ذا بوربويز – التي منحها لصهره – وألغى هبة الأرض البالغة 240 هكتارًا (600 آكرًا) التي وُعد شورت بها أجرًا على رحلته وأرسله على متن سفينة إلى إنجلترا إلى المجلس العسكري، حيث بُرئت ذمته. أرسل رئيس المجلس، السير آيزاك كوفين، رسالة إلى الأميرالية وجه فيها تهمًا خطِرة إلى بلاي، بما فيها أنه قد ضغط على الضباط ليشهدوا ضد شورت. حصلت زوجة بلاي على شهادة من واحد من الضباط ينكر فيها هذا وعمل بانكس وغيره من داعمي بلاي بنجاح ضد إعفائه من منصب الحاكم.

### وصوله إلى سيدني

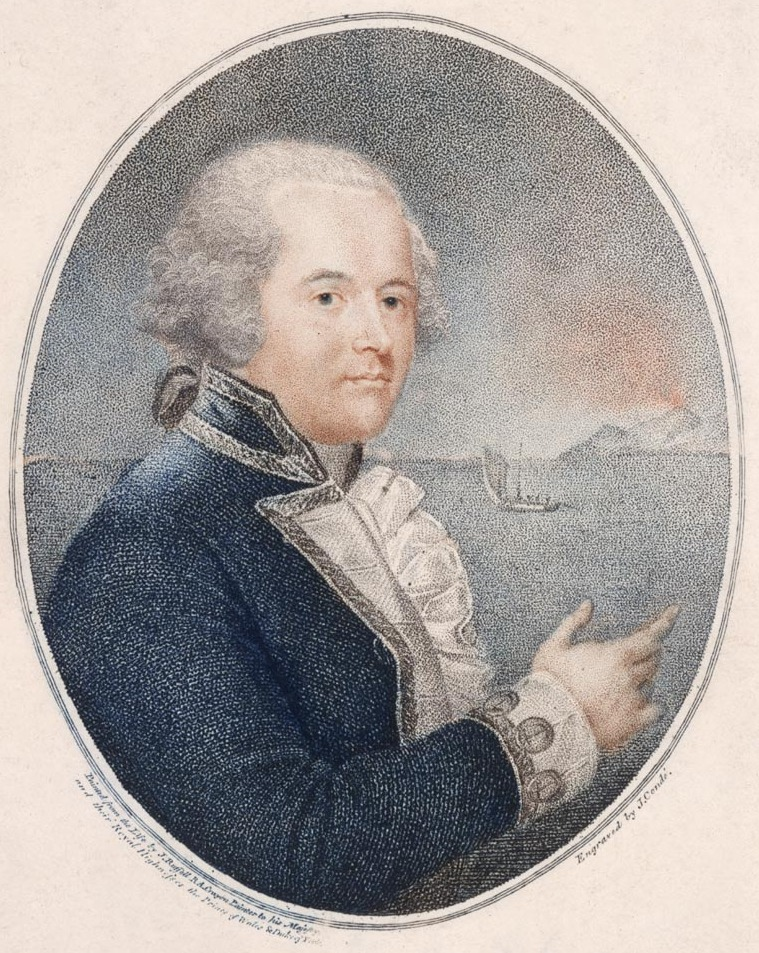
ويليام بلاي

بُعيد وصوله إلى سيدني، في أغسطس من عام 1806، أُعطي بلاي خطاب ترحيب موقّع من الرائد جونستون عن الجيش، وريتشارد آتكِنز عن الضباط المدنيين، وجون ماكارثر عن المستوطنين الأحرار. ومع ذلك، بعد فترة غير طويلة، تلقى أيضًا خطابات من المستوطنين الأحرار والمُحرَرين في سيدني ومنطقة نهر هوكسبيري، عليها ما مجموعه 369 توقيع، وُقع العديد منها على هيئة صليب فحسب، يشتكون أن ماكارثر لا يمثلهم، وألقوا باللوم عليه لحبسه الأغنام بغية رفع سعر لحم الضأن.
كان أحد إجراءات بلاي الأولى استخدام مخازن المستعمرة وقطعان مواشيها لغوث المزارعين الذين تضرروا بشدة جراء فيضان نهر هوكسبيري، وهو وضع عرقل اقتصاد المقايضة في المستعمرة. قُسمت الإمدادات وفقًا لمن هم في أمس الحاجة إليها وخُصصت مخصصات لقروض تُسحب من المخزن بناء على القدرة على السداد. أكسب هذا الأمر بلاي امتنان المزارعين لكنه أكسبه كذلك ضغينة التجار من الكتائب الذي كانوا يستفيدون للغاية من الوضع.
حاول بلاي، بموجب توجيهات من المكتب الاستعماري، تسوية ظروف التجارة في المستعمرة عبر حظر استخدام المشروبات الروحية لدفع ثمن السلع. أبلغ بلاي المكتب الاستعماري بسياسته في عام 1807، مشيرًا إلى أن سياسته ستُقابل بالمقاومة. كتب روبرت ستيوارت، فيسكونت كاسلريه، وزير الدولة لشؤون الحرب والمستعمرات، ردًا إلى بلاي، وجرى تلقي توجيهاته في 31 ديسمبر 1807. كانت التوجيهات تقضي بإيقاف مقايضة المشروبات الروحية، واستنتج إتش. في. إيفات في تأريخه للتمرد أنه ... «كان مُصرحًا لبلاي بمنع الاستيراد الحر، وإبقاء التجارة تحت سلطته بالكامل، وفرض كل العقوبات ضد الاستيراد غير القانوني، وإرساء قوانين تنظيمية بحسب تقديره لبيع المشروبات الروحية».

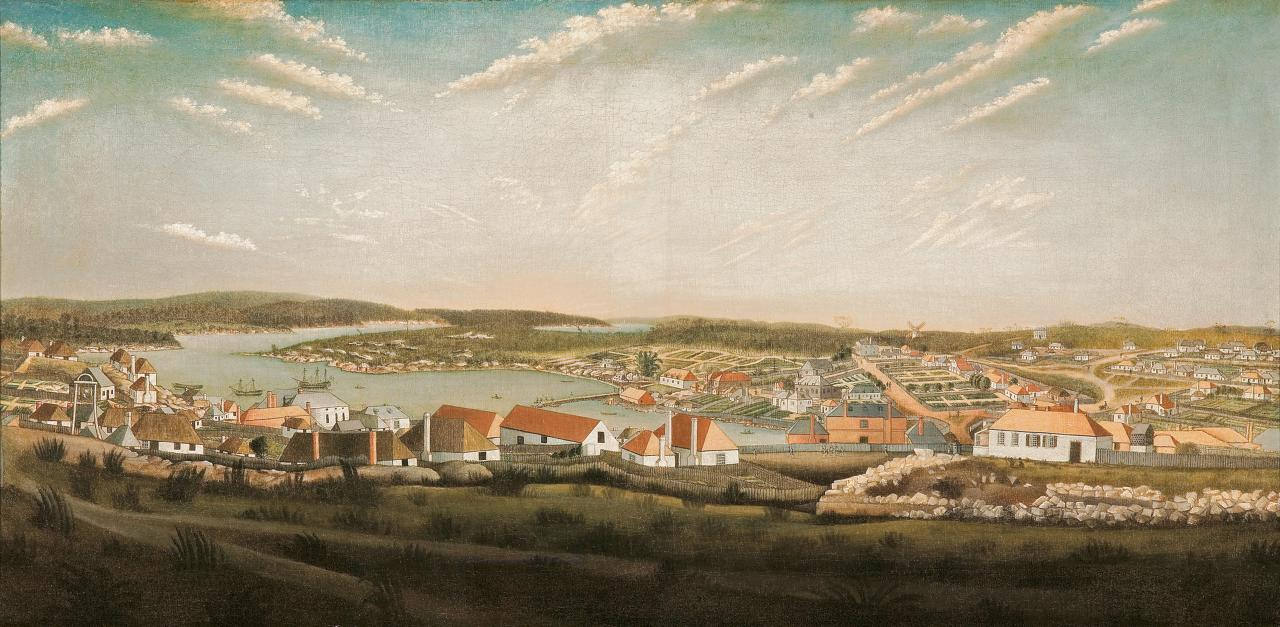
لوحة تظهر مدينة سيدني، في عام 1799 تقريبًا.

يجادل إيفات بأن ضغينة المحتكرين داخل المستعمرة نابعة من هذه وغيرها من السياسات التي قوضت سلطة المستوطنين الأثرياء وعززت رخاء الفقراء. أوقف بلاي ممارسة تسليم هبات أرضية ضخمة للنافذين في المستعمرة، وفي عهده، لم يمنح إلا ما يفوق 1.600 هكتار من الأرض، نصفها لابنته ماري بوتلاند وله.
ضايق بلاي أيضًا بعض الناس بسماحه بمحاكمة مجموعة من المدانين الأيرلنديين بتهمة التمرد، في محكمة تضمنت مُتهِميهم، وعندما بُرئ ستة من أصل ثمانية لاحقًا، أبقاهم رهن الاعتقال بأي حال. عزل دارسي وينوورث من منصبه بصفته جراحًا مساعدًا للمستعمرة من غير تبرير، وحكم على ثلاثة تجار بشهر من السجن وغرامة لكتابتهم رسالة اعتبرها مسيئة. عزل بلاي كذلك توماس جيميسون من هيئة القضاة، واصفًا إياه في عام 1807 بأنه «مؤذٍ» للحكومة الجيدة. كان جيميسون الجراح العام ذا الكفاءة الأعلى (وإن كان ماكرًا) في نيوساوث ويلز. كان قد جمع ثروة شخصية جسيمة من عمله في التجارة البحرية وكان صديقًا وشريك عملٍ لمكارثر. لم يسامح جيميسون بلاي أبدًا على طرده إياه من القاضويّة وتدخُله في نشاطاته التجارية الشخصية، ودعم خلعه لاحقًا.
في أكتوبر 1807، كتب الرائد جورج جونستون رسالة شكوى رسمية إلى القائد العام للجيش البريطاني، صرح فيها أن بلاي كان متعسّفًا ويتدخل بقوات كتائب نيوساوث ويلز. من الواضح أن بلاي كان قد عادى بعضًا من أكثر الناس نفوذًا في المستعمرة. خاصم أيضًا بعضًا من الأقل ثراء وقتما أمر مُلّاك عقود الإيجار على الأراضي الحكومية داخل سيدني بإزالة بيوتهم.